# Composição atributiva

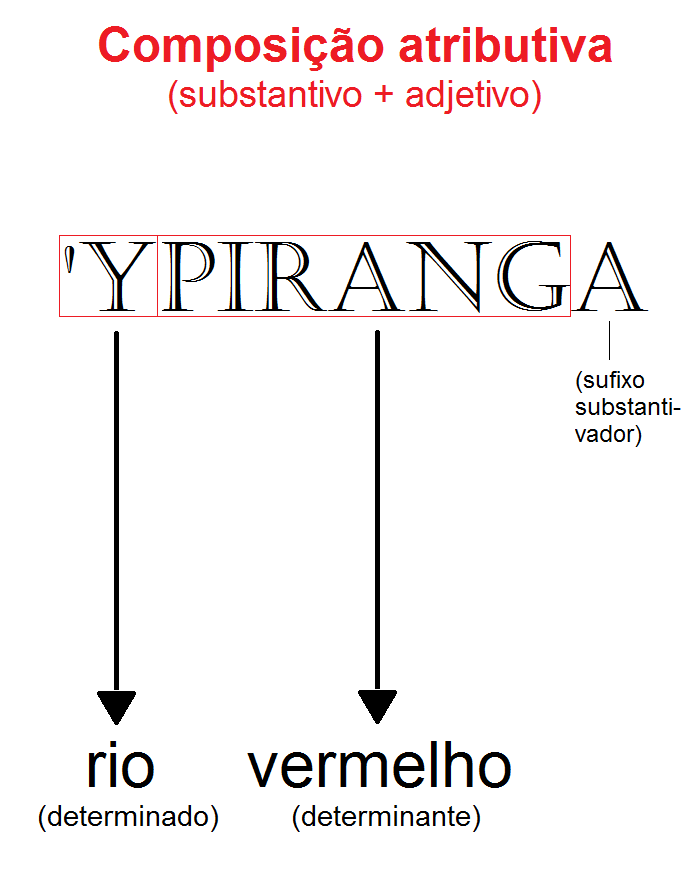
Um dos tipos de composição atributiva. O outro é do tipo substantivo +substantivo. O determinado, y, vem antes do determinante, ou do atributo, piranga

Em tupi, a composição atributiva é um dos dois tipos de composição naquela língua, junto com a composição com relação genitiva. As composições atributivas, como o nome sugere, são as que fornecem algum atributo ao substantivo principal. Podem ser de dois tipos:
- substantivo +adjetivo
- substantivo + substantivo (este último funcionando como aposto)

Ao contrário das composições com relação genitiva, nas atributivas não ocorre a inversão dos termos: eles aparecem na ordem em que apareceriam em português (ver imagem), com a diferença de que em tupi eles vêm justapostos (são escritos juntos) e são considerados uma palavra só; isto é, obedecem às mesmas regras que qualquer substantivo.

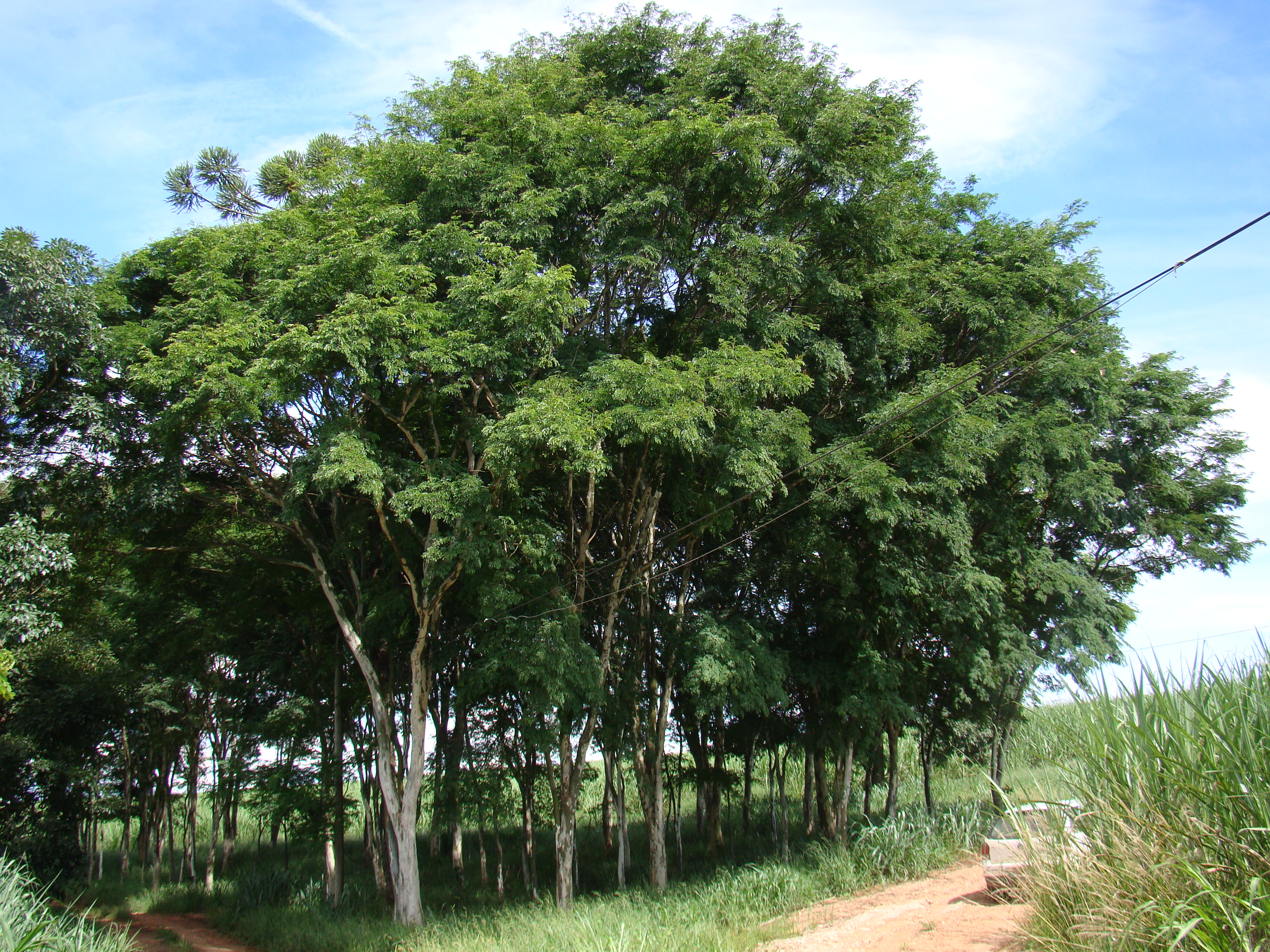
Ybyraitá: pau-ferro (ybyrá, pau, itá, ferro), espécie de árvore de madeira bastante dura. É um exemplo de composição atributiva com dois substantivos.

Há também a composição atributiva do tipo substantivo + substantivo. Estes formam o que em português seriam substantivos compostos ligados por hífen, como Deus-pai, fruta-pão, fruta-pote, e assim por diante. Em termos técnicos, o segundo substantivo da composição (em tupi) tem a função de aposto e serve para limitar o substantivo anterior, especificando-lhe um tipo ou atributo. Nesses casos também não ocorre inversão.
O fenômeno não é exclusivo do tupi. Também é encontrado no guarani  e em línguas não indígenas.